# San Fernando (Cebu)
San Fernando (Bayan ng San Fernando) är en kommun i Filippinerna. Kommunen tillhör provinsen Cebu och ligger på ön med samma namn. Folkmängden uppgår till 48 235 invånare.

## Barangayer
San Fernando är indelat i 21 barangayer.
| - Balud - Balungag - Basak - Bugho - Cabatbatan - Greenhills - Lantawan - Liburon - Magsico - Poblacion North - Panadtaran | - Pitalo - San Isidro - Sangat - Poblacion South - Tabionan - Tananas - Tinubdan - Tonggo - Tubod - Ilaya |

## Bildgalleri

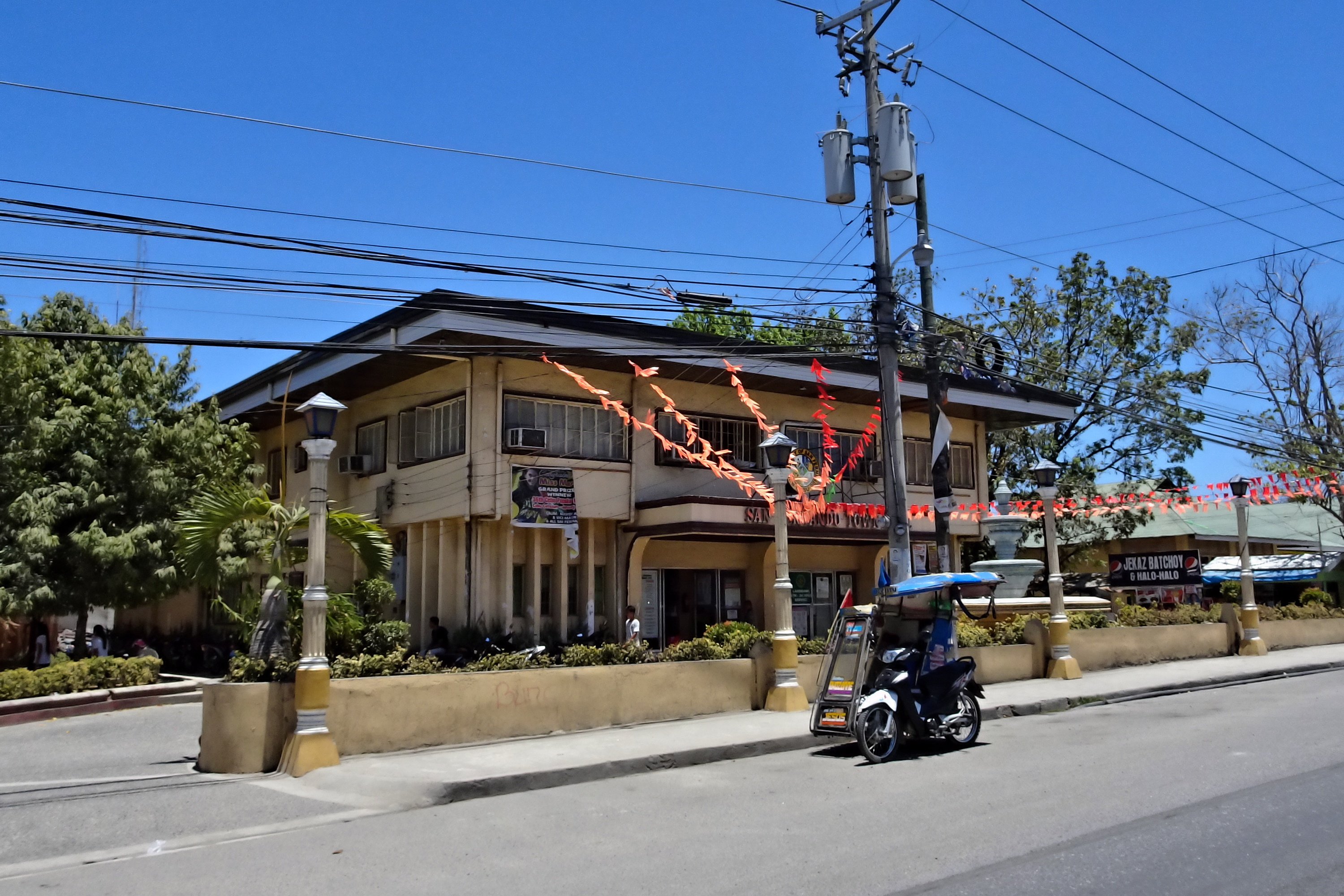